# Ocuilan de Arteaga
Ocuilan de Arteaga är administrativ huvudort (cabecera municipal) i kommunen Ocuilan i delstaten Mexiko i Mexiko. Samhället hade 2 302 invånare vid folkräkningen år 2020.